# 境野駅

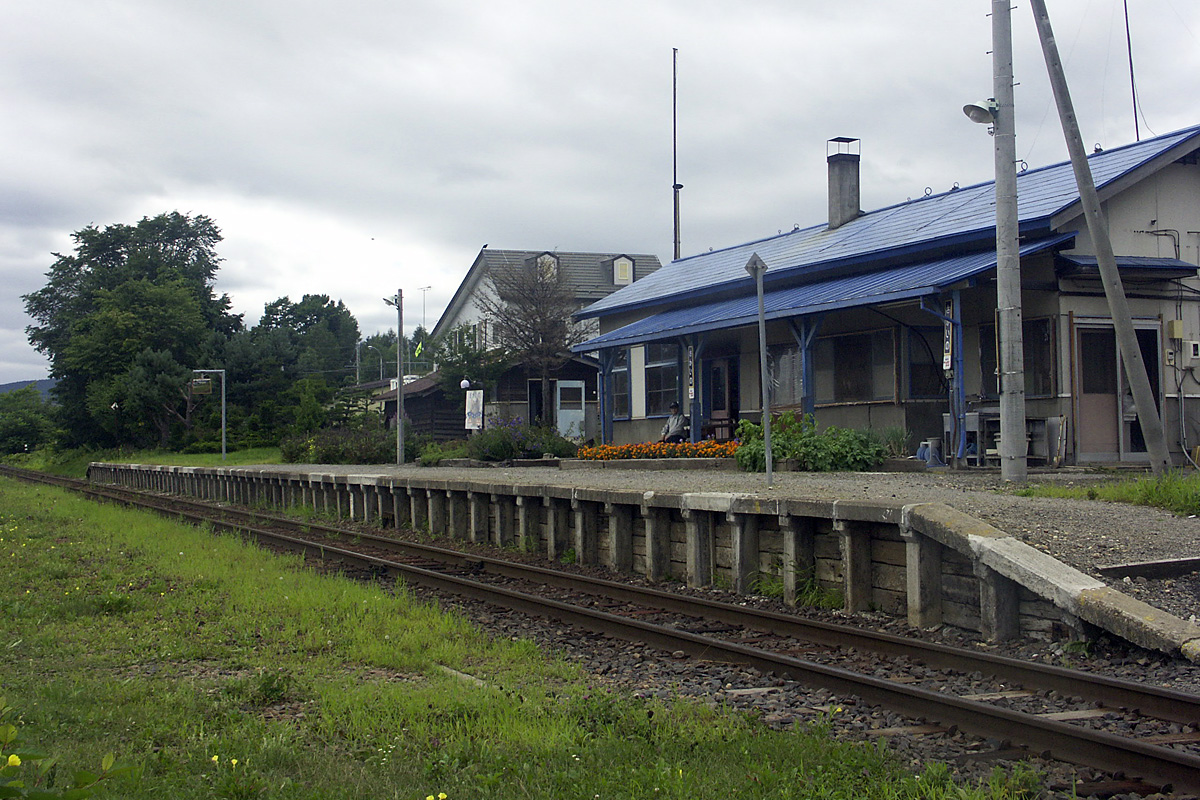
駅構内(2005年8月)

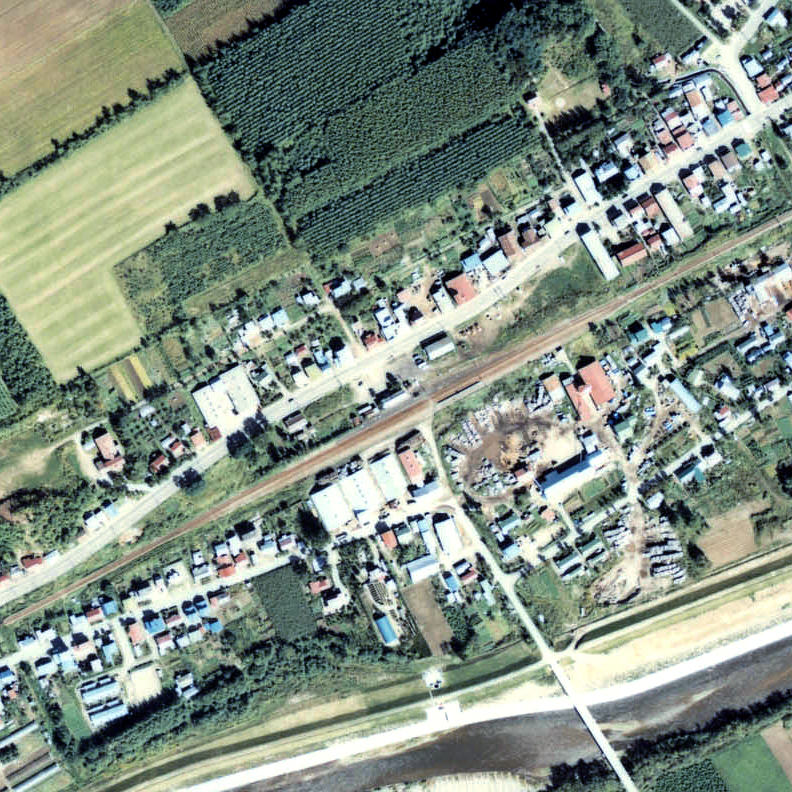
1977年、国鉄池北線時代の境野駅と周囲500 m範囲。右が北見方面。千鳥式の相対ホーム2面2線であるが、島式ホームは短い簡易型であった。駅舎横の北見側に貨物ホームと引込み線がある。駅裏側の貨物積卸線は、池田側分岐を切られて引込み線化されている。かつては木材搬出を行っていた駅の一つとして、駅裏の大半がストックヤードとして使用され、沢山の木材が野積みされていた時期もあったが、倉庫や一般家屋、木工場の敷地に占められて跡形も無い。その後無人化と伴に島式ホームが撤去され、駅舎側本線に棒線化された。

境野駅（さかいのえき）は、北海道常呂郡置戸町字境野にあった北海道ちほく高原鉄道ふるさと銀河線の駅（廃駅）である。国鉄・JR北海道池北線時代の電報略号はサノ。事務管理コードは▲120503。

## 歴史

### 年表
- 1922年（大正11年）8月1日：鉄道省網走本線の置戸駅 - 訓子府駅間に新設開業[4][5][6]。一般駅[4]。
- 1949年（昭和24年）6月1日：公共企業体である日本国有鉄道に移管。
- 1961年（昭和36年）4月1日：網走本線のうち、池田 - 北見間を池北線に改称。同線所属となる。
- 1975年（昭和50年）12月25日：貨物取扱い廃止[1]。
- 1984年（昭和59年）2月1日：荷物取扱い廃止[1]。
- 1986年（昭和61年）11月1日：無人化[7]。
- 1987年（昭和62年）4月1日：国鉄分割民営化により北海道旅客鉄道に継承[1]。
- 1989年（平成元年）6月4日：北海道ちほく高原鉄道に転換[1]。
- 2006年（平成18年）4月21日：ふるさと銀河線廃線により廃止。

### 駅名の由来
付近にオケト原野とクンネップ原野の境をなすことから「境川」と称されていた川があり、原野の境ということから「境野」と命名された、とされている。現地名については駅名が後年地名化したもの。

## 駅構造
単式ホーム1面1線を有する地上駅。かつては相対式ホーム2面2線を有しており列車交換が可能であった。

## 利用状況
乗車人員の推移は以下のとおりであった。
| 年度               | 乗車人員 | 乗車人員 | 出典  | 備考 |
| 年度               | 年間     | 1日 平均 | 出典  | 備考 |
| ------------------ | -------- | -------- | ----- | ---- |
| 1955年（昭和30年） | 92,630   | 253      | [ 9 ] |      |
| 1970年（昭和45年） | 68,856   | 189      | [ 9 ] |      |
| 1975年（昭和50年） | 60,829   | 166      | [ 9 ] |      |

## 駅周辺
境野の集落がある。
- 北海道道50号北見置戸線
- 常呂川
- 置戸町立境野小学校（2009年（平成21年）3月31日閉校）
- 境野郵便局
- 北海道北見バス「境野」停留所

## 駅跡地
駅跡を示す碑が建造されている。

## 隣の駅
北海道ちほく高原鉄道
ふるさと銀河線
豊住駅 - 境野駅 - 西訓子府駅